# Енциклопедичен речник Кюстендил
„Енциклопедичен речник Кюстендил (А-Я)“ е енциклопедия на Кюстендилския край, издание на Българската академия на науките. Идеята за създаването му принадлежи на професор Асен Василиев. Излиза от печат през месец декември 1988 година.
Речникът съдържа 3455 статии за природата, историята, икономиката, културата и значимите личности, родени, израснали или свързани с Кюстендилския край, както и 1738 илюстрации с три цветни приложения и една карта.
Териториалното понятие за Кюстендилския край, възприето от съставителите на енциклопедичния речник, обхваща както територията на административната област Кюстендил, така и региона в исторически контекст – крайградската територия на антична Пауталия – Дентелетика, Велбъждското деспотство и Кюстендилския санджак. Това, според съставителите, е исторически коректното териториално разбиране за Кюстендилско, и съответства на обхвата на съдържанието му.